# Comté de Wolfe (Québec)
Pour les articles homonymes, voir Comté de Wolfe et Wolfe.
Le comté de Wolfe était un comté municipal du Québec ayant existé entre 1855 et le début des années 1980. Le territoire qu'il couvrait est aujourd'hui partagé entre trois régions administratives, chose inhabituelle: les régions de l'Estrie, pour la plus grande partie, du Centre-du-Québec et de Chaudière-Appalaches. Il est compris dans les MRC du Haut-Saint-François, du Granit, des Sources, d'Arthabaska et des Appalaches. Son chef-lieu était la municipalité de Saint-Joseph-de-Ham-Sud.
Le nom du comté honore le général James Wolfe, mais c'est sous la forme Wolfestown qu'il a d'abord été donné en 1802 à un canton. Le canton de Wolfestown est un de ceux qui ont formé le territoire du comté.

## Municipalités situées dans le comté

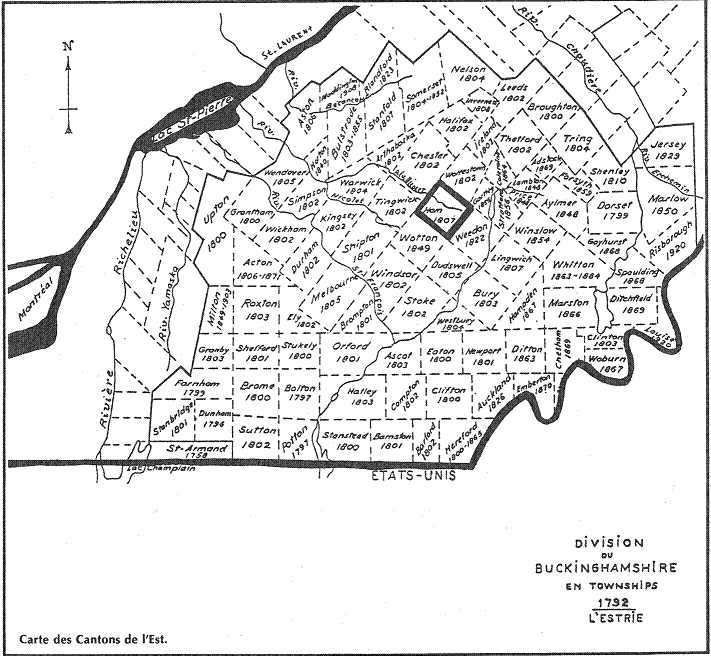
Carte des cantons de l'est, incluant ceux qui ont formé le comté de Wolfe

- Beaulac (créé en 1896, fusionné avec Garthby en 2000 pour former Beaulac-Garthby)
- Bishopton (créé en 1917 sous le nom de Bishop's Crossing, fusionné avec Marbleton et la municipalité de canton de Dudswell en 1995 pour former Dudswell[3])
- Disraeli
- Disraeli (paroisse)
- Dudswell (municipalité de canton), fusionnée avec Marbleton et Bishopton en 1995 pour former Dudswell[3].
- Fontainebleau (fusionné à Weedon en 1997)
- Garthby (fusionné avec Beaulac en 2000 pour former Beaulac-Garthby)
- Ham-Nord
- Marbleton (créé en 1895, fusionné avec Bishopton et la municipalité de canton de Dudswell en 1995 pour former Dudswell[3])
- Notre-Dame-de-Ham
- Saint-Adrien (appelé Ham-Partie-Sud-Ouest de 1879 à 1960)
- Saint-Camille
- Saint-Fortunat
- Saint-Gérard (fusionné à Weedon en 2000)
- Saint-Jacques-le-Majeur-de-Wolfestown
- Saint-Joseph-de-Ham-Sud
- Saints-Martyrs-Canadiens
- Stratford
- Weedon (municipalité de canton), fusionnée avec Weedon-Centre en 1996 pour former Weedon.
- Weedon Centre (créé en 1887, fusionné avec la municipalité de canton de Weedon en 1996 pour former Weedon)
- Wotton
- Wottonville (détaché de Wotton en 1919, re-fusionné avec celle-ci en 1993[4])

## Description
Le comté a été formé de huit cantons : Wolfestown, Ham, Ham-Sud, Wotton, Garthby, Stratford, Weedon et Dudswell.